# Chrysogaster solstitialis
Chrysogaster solstitialis es un especie europea de mosca sírfida, perteneciente al género Chrysogaster.